# جبل تاي
جبل تاي (بالصينية: 泰山) هو جبل ذو أهمية تاريخية وثقافية يقع شمال مدينة تايآن. وهو أعلى نقطة في مقاطعة شاندونغ بالصين. يبلغ طوله 1,545 متر (5,069 قدم).
يُعرف جبل تاي بالجبل الشرقي للجبال المقدسة في الصين. ويرتبط بشروق الشمس والولادة والتجديد. ظل جبل تاي مكانًا للعبادة لما لا يقل عن 3000 عام وكان بمثابة أحد أهم المراكز الاحتفالية في الصين خلال هذه الفترة. نظرًا لأهميته المقدسة ومناظره الطبيعية الدرامية، فقد تم جعله ضمن أحد مواقع التراث العالمي لليونسكو في عام 1987. حيث يلبي 7 من معايير التقييم العشرة للتراث العالمي، وهو مدرج كموقع للتراث العالمي يلبي معظم المعايير، إلى جانب منطقة تسمانيا البرية للتراث العالمي في أستراليا.
حدث زلزال أوعاصفة رعدية في جبل تاي في عام 1831 قبل الميلاد وحسب مصادر أخرى في عام 1652 قبل الميلاد، عُرف الزلزال باسم زلزال جبل تاي، وتم ذكره بشكل مختصر في "حوليات الخيزران" (Bamboo Annals)، وهو كتاب يصف التاريخ القديم للصين. وفي الوقت الحالي، تم تعريفه من قبل معظم العلماء على أنه أول زلزال مسجل في تاريخ الصين.

## روابط خارجية
- الموقع الرسمي لجبل تاي
 باللغة الإنجليزية
- WCMC Description
- "جبل تاي، الصين" على بيكباجر